# Pogonioefferia helenae
Pogonioefferia helenae là một loài ruồi trong họ Asilidae. Pogonioefferia helenae được Bromley miêu tả năm 1951. Loài này phân bố ở vùng Tân Bắc giới.